# Nephilinae
Nephilinae Simon, 1894 è una sottofamiglia di ragni appartenente alla famiglia Araneidae.

## Etimologia
Il nome deriva dal greco νὲω, nèo cioè io filo, io tesso, e φιλέω, filèo, cioè io desidero, io amo, volendo intendere una propensione innata a tessere e costruire ragnatele, ed il suffisso -idae, che designa l'appartenenza ad una famiglia.

## Caratteristiche
Sono ragni di cospicue dimensioni, normalmente la grandezza di un palmo umano per le femmine e 1/5 di questo per i maschi; costruiscono elaborate ragnatele dai fili di colore giallognolo, forse le più articolate fra tutti i ragni. Di forma sferica, vengono sovente rinnovate in quanto perdono di viscosità dopo alcune ore. Il colorito trae in inganno molti insetti che vi rimangono intrappolati.

## Comportamento
Non è raro che la femmina dopo l'accoppiamento mangi il maschio o i maschi che le si avvicinino consentendo ad altri maschi di accoppiarsi. Sono presenti in letteratura casi di cannibalismo con altri ragni anche delle medesime dimensioni e casi di vera e propria fuga da coleotteri in avvicinamento, quando potrebbero costituire un eccellente pranzo. Spesso gli appartenenti il genere Nephila sono parassitati da altri minuscoli ragni del genere Argyrodes. Probabilmente la ricostruzione continua della ragnatela può essere un sistema per liberarsi temporaneamente di questi scomodi parassiti.
Secernono un veleno alquanto potente e simile a quello della vedova nera ma senza conseguenze letali per gli esseri umani, cui provoca edemi e vesciche senza conseguenze.

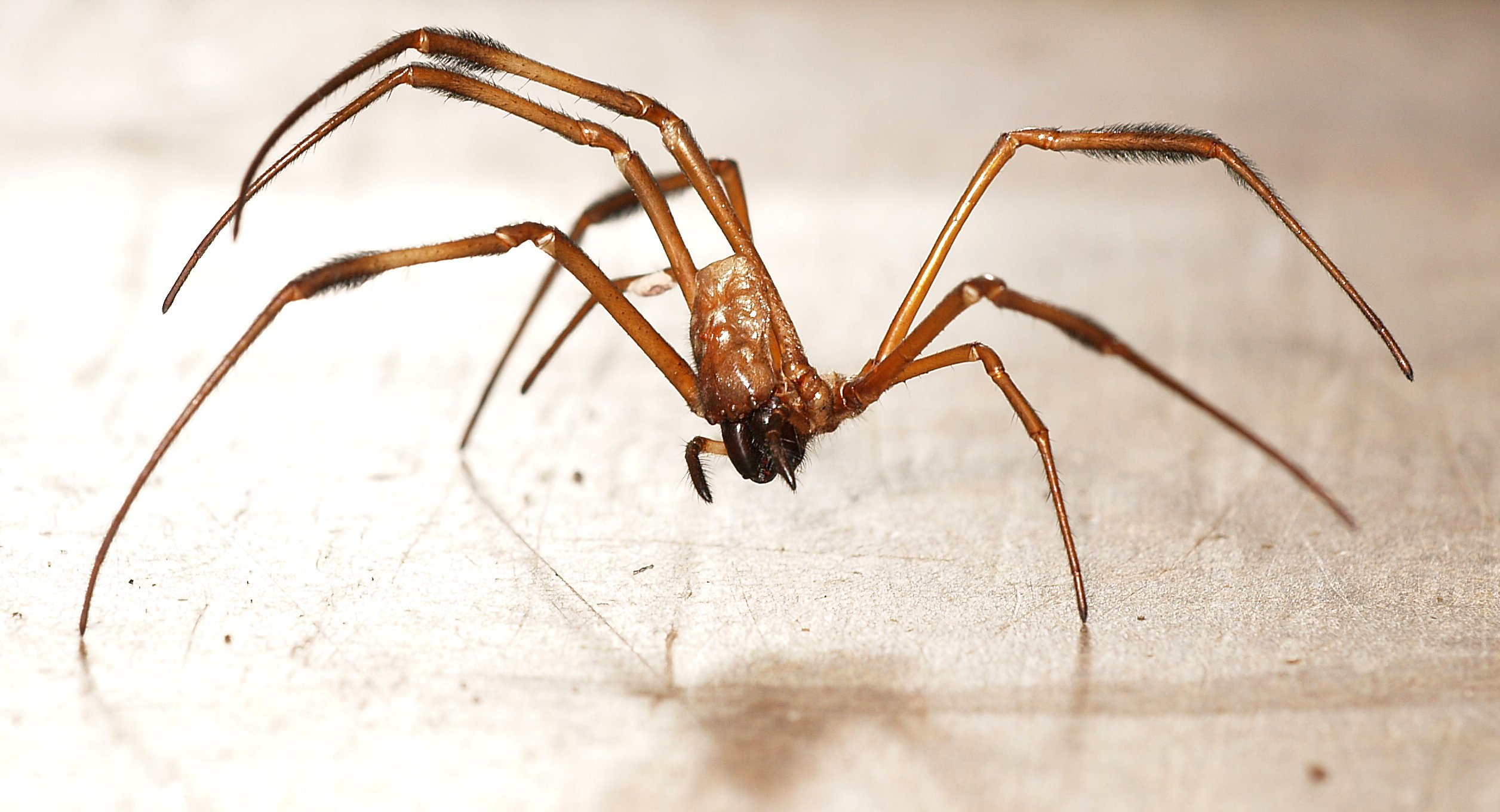
Nephila philipes, femmina, esuvia

## Utilità
Negli ultimi anni il filo particolare secreto da questi ragni sta interessando gli studiosi di nanotecnologie, in quanto sottoposta ad esperimenti dal punto di vista tecnologico si è notato che ha le seguenti proprietà eccezionali: resistenza allo stiramento maggiore dell'acciaio a parità di diametro, estensibilità paragonabile alla gomma, capacità di assorbire acqua non perdendo le precedenti proprietà elencate; inoltre è anche biodegradabile ed ha proprietà meccaniche paragonabili al kevlar.

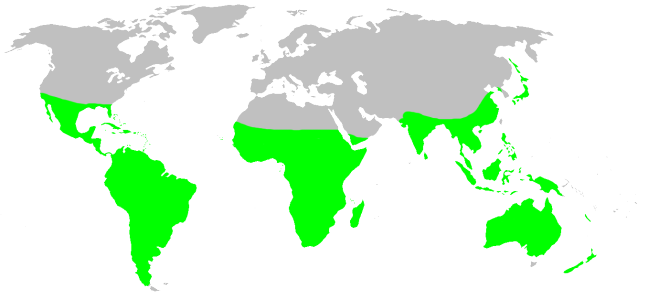
Nephilinae, distribuzione

## Distribuzione
Sono molto diffusi nelle regioni più calde del mondo, specialmente in Australia, Asia, Africa e America.

## Tassonomia
Attualmente, a giugno 2017, si compone di cinque generi e 61 specie:
- Clitaetra Simon, 1889 - Africa, Madagascar, Sri Lanka
- Herennia Thorell, 1877 - Asia meridionale, Australia
- Nephila Leach, 1815 - tutta l'area compresa fra i due tropici
- Nephilengys L. Koch, 1872 - tutta l'area compresa fra i due tropici
- Nephilingis Kuntner, 2013 - Africa centrale e orientale, America meridionale